# Christian Streich
Christian Streich (pronúncia em alemão: [ˈkʁɪsti̯a(ː)n ˈʃtʁaɪç] ; nascido em 11 de junho de 1965) é um técnico de futebol profissional alemão e ex-jogador. Atualmente está sem clube. 

## Carreira

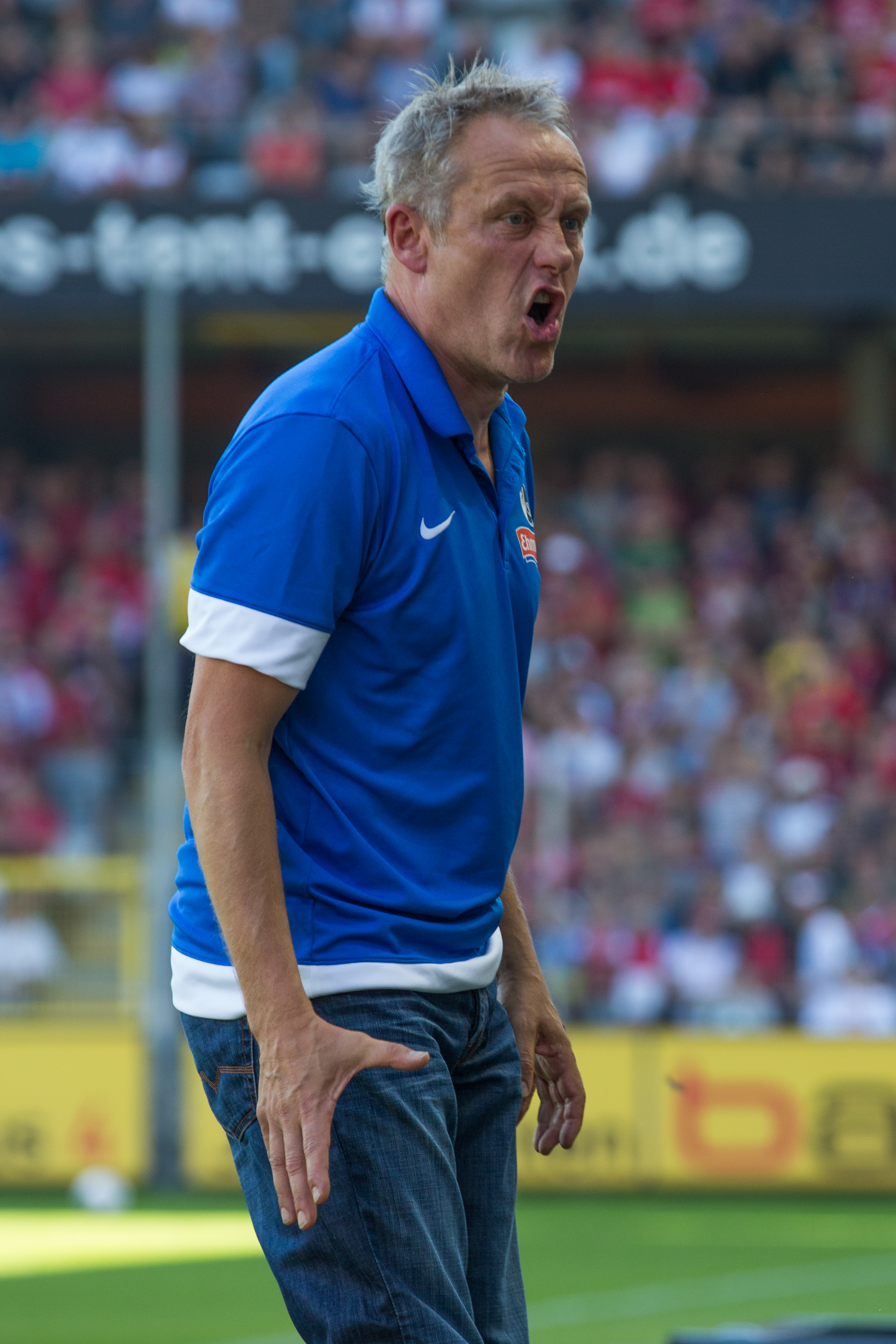
Streich treinando Freiburg em 2013

Em 29 de dezembro de 2011, ele foi nomeado gerente após o lançamento de Marcus Sorg. Devido ao seu sucesso imediato no clube e à sua personalidade enigmática e, muitas vezes, enérgica, Streich foi apelidado de uma "figura cult", um "incendiário"  e um "filósofo do futebol".
O Freiburg começou a temporada com uma vitória por 6–3 contra FC Nürnberg e foi capaz de ganhar a 2. Bundesliga. Todos os contratos de gestão, incluindo o originalmente expirado no verão de 2016 de Streich, foram estendidos em fevereiro de 2016.
O Freiburg começou a temporada com uma vitória por 4–0 contra o SV Babelsberg 03 na DFB-Pokal.

## Vida pessoal

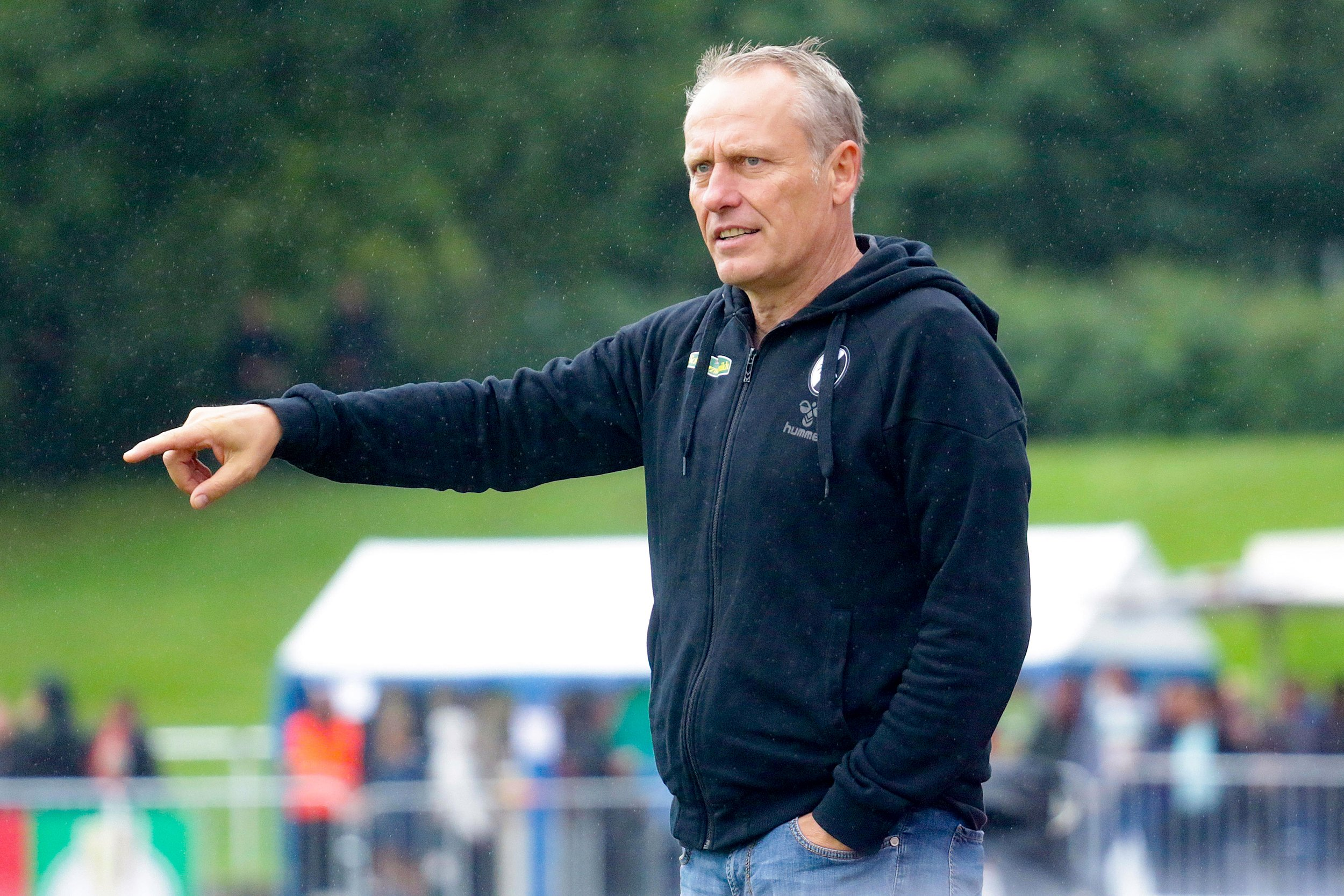
Streich treinando Freiburg em 2017

Streich é filho de um açougueiro e cresceu trabalhando na loja de seu pai. Ele atribui sua personalidade acolhedora aos pais e a natureza deles para com os clientes da loja. Após o fim abrupto de sua carreira de futebolista, Streich completou seus estudos de alemão e também estudou esporte e história e acabou se tornando um professor qualificado. Streich é conhecido por seu dialeto do sudoeste alemão pesado e tem sido chamado de incendiário por muitos por causa de sua personalidade enérgica. Atualmente, Streich tem dois filhos e se descreve como, "... apenas um cara normal, sem tatuagens, sem piercings". Streich também vai de bicicleta ao estádio para as partidas em casa de Freiburg, que fica a 12 quilômetros de seu bairro.